# 20773 Aneeshvenkat
20773 Aneeshvenkat este un asteroid din centura principală de asteroizi.

## Descriere
20773 Aneeshvenkat este un asteroid din centura principală de asteroizi. A fost descoperit pe 31 august 2000 la Socorro, New Mexico, în cadrul proiectului LINEAR. Asteroidul prezintă o orbită caracterizată de o semiaxă mare de 3,11 ua, o excentricitate de 0,21 și o înclinație de 5,8° în raport cu ecliptica.